# Guglielmo I di Tubinga

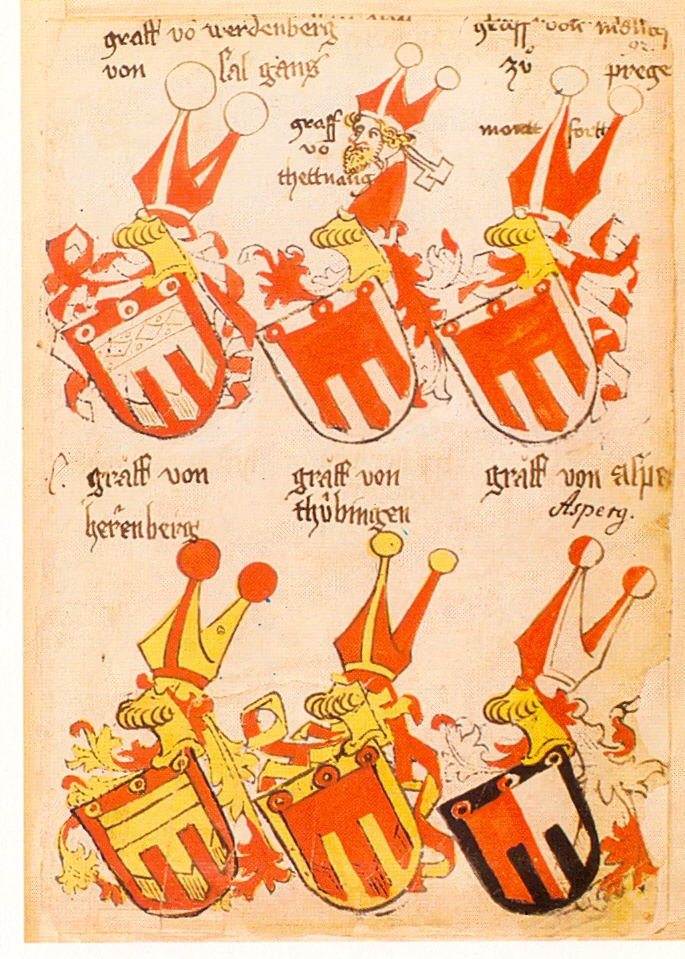
Stemmi di alcune linee della casa di Tubinga.

Guglielmo I di Tubinga (... – 28 settembre 1256) fu conte di Tubinga e di Gießen.

## Famiglia

### Origini
Guglielmo I di Tubinga era il figlio più giovane del conte palatino di Svevia Rodolfo I di Tubinga e di Matilde di Gießen, figlia del conte Guglielmo di Gleiberg. Guglielmo I e suo fratello Rodolfo II, che portava il titolo di conte palatino di Svevia, condivisero le proprietà ereditate dal padre. Successivamente, Rodolfo II divenne il capostipite del ramo dei conti di Horb e di Herrenberg, mentre Guglielmo I divenne il capostipite delle linee dei conti di Böblingen e di Asperg.

### Matrimonio e figli
Guglielmo sposò Villiberga di Württemberg (in tedesco Wilpirgis) (... – 1252), figlia del conte di Württemberg Ludovico III, dalla quale ebbe quattro figli:
- Adelaide (fl. 1236), che sposò il conte di Münzenberg Cunone;
- Rodolfo IV (... – 1272), conte di Böblingen;
- Ulrico I (... – 5 agosto 1283), conte di Asperg e di Gießen;
- Ailvige (... – dopo il 1294), che sposò Ludovico di Isenburg-Büdingen (... – dopo il 1303).

## Biografia

### Contese con i monasteri
Guglielmo I viene menzionato per ultimo nella lista dei suoi fratelli, ordinati in base all'età, quando suo padre fece una donazione al monastero di Hemmenrode nel 1206. 
Guglielmo I ebbe un contenzioso con il monastero di Marchthal, in merito ad alcuni possedimenti che il monastero affermava aver ricevuto dal fondatore. Come suo padre e suo fratello, Guglielmo I rivendicò per sé diritti di patronato sul monastero e la sovranità sui suoi beni. Oggetto del contendere erano alcune località nelle immediate vicinanze di Tubinga, Ammerhof e Lustnau, e i vigneti ivi situati, che Guglielmo I e i suoi figli Rodolfo e Ulrico condividevano con il monastero. Così, il preposto del monastero citò più volte in giudizio il conte dinanzi al vescovo di Costanza. Infine, durante un'udienza tenuta a Mörsberg, Guglielmo I confessò di aver abusato del proprio potere, rivendicando terreni non suoi ed era risposto a rinunciare anche a quelli di cui era legalmente in possesso, donandoli al monastero. In virtù di questa promessa, Guglielmo I fu sollevato dall'obbligo risarcimento al monastero a condizione che non commettesse più alcuna azione violenta, altrimenti sarebbe stato costretto a corrispondere l'intero risarcimento. Con l'approvazione dei suoi figli, Rodolfo e Ulrico, Guglielmo I promise di vendere alla diocesi di Costanza il patronato sul monastero per 200 marchi d'argento, ma poi li cedette allo stesso monastero, che gli diede 20 marchi come compenso.
Guglielmo I ebbe rapporti di gran lunga più amichevoli con il monastero di Bebenhausen. In una solenne trattativa e con il consenso dei suoi due figli e figlie, donò al monastero la chiesa di Lustnau con tutto ciò che apparteneva ai castvogtei per la salvezza della sua già defunta moglie Villiberga e di tutti i suoi parenti. Il 24 marzo 1244 ad Asperg, con il favore e su richiesta del fratello, il conte palatino di Svevia Rodolfo II, consegnò al monastero le sue proprietà a Geisenang e Zuffenhausen e il permesso di pascolo sui suoi terreni. Secondo i documenti nel Seelbuch del monastero di Lichtenthal, il conte Guglielmo I acquistò un anniversario nello stesso, che molti membri della sua casa seguirono nel secolo successivo.
Il conte Guglielmo I si dimostrò anche caritatevole nei confronti di altri due monasteri in Svevia:
- Nel 1252 due cavalieri di Wurmlingen, che portavano il titolo di ministeriali di Tubinga, Eberardo e Rainardo gli affidarono una corte, che il conte donò immediatamente al monastero di Kirchberg su loro richiesta.
- I cavalieri Alberto e Volmar von Waldeck, vassalli di Guglielmo I, vendettero i vigneti di Gemmrigheim che erano stati concessi loro in beneficio al monastero di Reichenbach. Guglielmo I rinunciò ai suoi diritti di proprietà in favore del monastero e assegnò in beneficio ai due cavalieri altri vigneti a Bönnigheim.

### In qualità di conte di Gießen
Guglielmo I ereditò dalla madre la contea di Gießen (nota in un atto come "Gizzen"), a capo della quale viene menzionato nel 1229 nella risoluzione di una controversia tra il monastero di Schiffenberg e la comunità di Steinbach. Un caso analogo è menzionato nel 1235:
- La sua "cara consanguinea", la contessa Clemenzia, aveva concesso in prestito al monastero di Schiffenberg una corte. Tuttavia, questa donazione diede luogo a una serie di contenziosi tra la comunità di Leihgestern e il monastero, che il conte Guglielmo I risolse confermando la donazione dei suoi parenti e stabilendo il modo in cui il monastero avrebbero dovuto usufruire dei terreni in questione.

Lo stesso Guglielmo donò al monastero di Schiffenberg una corte situata Obbornhofen nel 1239, la quale era appartenuta a Gerlach von Budingen e Micheling von Nordecken, con l'approvazione di un consiglio consultivo formato da Macaro di Linden, Sigfrido di Hattenrode, Alberto di Littenberg, Ugo di Hoheneck, Marcovaldo di Erolsheim. Infine, insieme al figlio Ulrico, Guglielmo concesse al monastero di Aldenburg una corte situata a Heuchelheim e il diritto di far legna nella foresta di Wiseck.

### Diete reali di Germania
Guglielmo I e i suoi fratelli presero parte a diverse Diete reali. Nel 1214, mentre suo padre era ancora in vita, con suo fratello Ugo si reco alla dieta convocata dall'imperatore Federico II vicino a Jülich. Il 2 giugno 1222 partecipò a una dieta a Worms presieduta da Enrico (VII), figlio dell'imperatore, nel 1224 l'assemblea si tenne nuovamente a Worms, dove Guglielmo era presente al fianco di suo fratello Rodolfo. Partecipò anche alle diete di Ulm e di Hagenau del 1231, di Wimpfen del 1232 e all'assemblea del 1233, tenuta in un luogo non noto. Dopo la deposizione di Enrico (1235) partecipò con il suo servitore Eberardo di Aichheim e i suoi figli alla dieta tenuta Biberach nel 1240 e presieduta da Corrado IV, secondogenito dell'imperatore Federico II. Non ci sono prove si sia effettivamente opposto all'anti-re Enrico Raspe.

### Faida
Poco conosciuta è la faida che contrappose Guglielmo I a nemici non meglio identificati, ma sicuramente originari della Svevia. Esistono diverse teoria su chi siano questi nemici: forse membri della casata di Calw, l'ipotesi più probabile, o qualche membro della stessa casa di Tubinga. Questa faida è occasionalmente menzionata in documenti che furono prodotti da Guglielmo I per il monastero di Marchthal. In uno di questi documenti, redatto a Böblingen l'11 agosto 1240, Guglielmo I afferma che dopo esser stato attaccato dai suoi nemici, si era rivolto al vescovo di Constanza Enrico di Tanne, che, a quanto pare, preferiva i campi di battaglia e le armature alla cattedrale e ai paramenti liturgici. Il vescovo, assieme all'abate di San Gallo, guidò personalmente 300 uomini armati in aiuto del conte. Al fianco Guglielmo I di Tubinga si schierarono anche il conte di Zollern Federico, Ottone di Waldburg e un gentiluomo di Bernhausen. Sorprende il fatto che non sia menzionato tra gli alleati di Guglielmo I nessun altro membro della casa di Tubinga. Se i parenti di Guglielmo I, le forze dei quali dovevano essere significative, si aggiunsero ai suoi alleati, allora l'esercito al servizio del conte era considerevole per una faida e, più in generale, per quei tempi. Il conte Guglielmo I uscì vittorioso dalla battaglia. Molti dettagli non sono noti, ma alcune informazioni contenute nei documenti sopracitati, come la presenza del vescovo di Costanza, dell'abate di San Gallo e del conte di Zollern nell'accampamento vicino a Böblingen, suggeriscono che si trattasse di una battaglia difensiva, nella quale Guglielmo I respinse l'attacco dei suoi nemici. Come si evince dalle date dei documenti citati, la faida si trascinò per diversi anni, molto probabilmente con diverse interruzioni.
Secondo un documento di Guglielmo I redatto a Mack nel 1252 e un altro di suo figlio del 1256, Guglielmo I morì tra il 1252 e il 1256.